# Sam Beaver King
Sam Beaver King MBE (20 tháng 2 năm 1926–17 tháng 6 năm 2016) là một nhà chính trị, xã hội người Anh gốc Jamaica. Ông lần đầu tiên đến Anh với tư cách là kỹ sư của Không quân Hoàng gia Anh trong chiến tranh thế giới thứ hai và trở lại Jamaica vào năm 1947. Tuy nhiên, ông lại không định cư ở đó mà đến Luân Đôn trên chiếc thuyền buồm Empire nổi tiếng năm 1948. Sau đó, ông trở thành thị trưởng da đen đầu tiên của Southwark và là nhà vận động ủng hộ những người nhập cư Tây Ấn đến nước này.

## Những năm tháng thiếu thời và binh nghiệp
King chào đời tại Priestman's River, Portland, Jamaica vào ngày 20 tháng 2 năm 1926 trong gia đình Kitô hữu có mười anh chị em. Thời ấu thơ, ông dành thời gian giúp đỡ trang trại chuối của gia đình. Đến năm 1944, King hưởng ứng lời kêu gọi tham gia Không quân Hoàng gia Anh để chiến đấu trong Thế chiến thứ hai trên tờ The Gleaner. Sau khi thực hiện khóa đào tạo ban đầu ở Kingston, ông được đưa đến một trung tâm đào tạo không quân tại Filey ở Yorkshire và di chuyển từ đó đến Căn cứ không quân Hawkinge, một căn cứ gần Folkestone, Kent, nơi ông đến và làm kỹ sư ở đó. King xuất ngũ năm 1947 và trở về Jamaica.
Trở lại Jamaica, King vật lộn với cuộc sống khốn khó, trắc trở trong công việc. Điều này đã thôi thúc ông trở về Vương quốc Anh sau khi nhìn thấy một quảng cáo khác trên tờ The Gleaner. Ông không bỏ qua cơ hội để lấy vé trên tàu Empire Windrush.

## Nhập cư sang Anh và tham gia đời sống chính trị
Ngày 21 tháng 6 năm 1948, King lên tàu tại bến cảng Tilbury trên chuyến hải trình nổi tiếng của con tàu Windrush và gia nhập Không quân hoàng gia. Năm 1953, ông rời khỏi lực lượng vũ trang rồi đến định cư tại Southwark, Luân Đôn và làm công việc đưa thư, khởi đầu sự nghiệp 34 năm tại các bưu điện.
King tham gia rất nhiều vào các hoạt động của cộng đồng Tây Ấn tại London, bao gồm lễ hội hóa trang theo phong cách Caribbean năm 1959 do Claudia Jones tổ chức lần đầu tiên tại Tòa thị chính St Pancras vào tháng 1 năm 1959, tiền thân của lễ hội Notting Hill. Ông cũng góp phần giúp đỡ cộng đồng ở đây thành lập tờ West Indian Gazette, tờ báo đầu tiên của Anh viết riêng cho độc giả da đen, đồng thời kiêm luôn chức vụ quản lý lưu hành của tờ báo vào giữa những năm 1950. King phục vụ như một ủy viên hội đồng địa phương trong sáu tháng trước khi được bầu làm trưởng khu của Southwark của Luân Đôn vào năm 1983, trở thành trưởng khu da đen đầu tiên ở khu vực này. Vào thời điểm đó, ông là trưởng khu da đen duy nhất ở London.
Năm 1996, King cùng với Arthur Torrington đồng sáng lập Hiệp đoàn Windrush với mục đích bảo tồn, lưu giữ ký ức của những người nhập cư bằng đường biển và đứng ra đại diện cho những người nhập cư Tây Ấn.
Năm 1998, King được Hoàng gia Anh trao Huân chương Đế quốc Anh như một phần của lễ kỷ niệm 50 năm Ngày Windrush. Cùng năm đó, ông xuất bản cuốn tự truyện của mình, Climbing up the Rough Side of the Mountain.

## Đời tư
Với tư cách một nhà truyền giáo, King từng tham gia một khóa học mục sư tại Goldsmiths College. Ông còn là một người ủng hộ chủ nghĩa xã hội và yêu thích môn cricket. Năm 1948, King bắt đầu dành thời gian đọc các bài báo trên tờ The Daily Telegraph bất chấp "không có thời gian cho chính trị hay các bài xã luận của họ", ông vẫn bị cuốn hút bởi bài viết của phóng viên có bút danh EW Swanton liên quan đến bộ môn cricket. Trong một cuộc phỏng vấn với The Guardian năm 2008, ông cho rằng: "... lần đầu tiên tôi đọc mô tả của Swanton, anh ta viết về cú đánh uy lực bằng chiếc gậy cricket vào quả bóng da của một đấu thủ đang đứng trên đường vạch, ánh nắng trên cỏ cùng những cô em xinh đẹp trong chiếc váy mùa hè. Đó là thế giới mà tôi biết. Cricket không phải là một môn thể thao, nó là một cách sống".
King ngã bệnh vào đầu năm 2016 và qua đời vào ngày 17 tháng 6 cùng năm đó. Ông có hai lần kết hôn và có hai đứa con, ba đứa cháu và ba đứa chắt. Trong số những người tỏ lòng kính trọng ông, lãnh đạo Công Đảng Anh Jeremy Corbyn đã mô tả King như "một huyền thoại": "Ông giáo dục người London bằng ẩm thực Caribbean, văn hóa Caribbean, âm nhạc Caribbean. Luân Đôn đã trở thành một nơi tốt đẹp hơn, nước Anh đã trở thành một nơi tốt đẹp hơn nhờ có ông ấy và gia đình [của ông]". Tang lễ của King diễn ra tại Nhà thờ Southwark vào thứ ba, 19 tháng 7, với sự tham dự của khoảng 500 người bao gồm gia đình, bạn bè, đồng nghiệp và chức sắc.